# Симпсоны (сезон 35)
Тридцать пятый сезон мультсериала «Симпсоны» транслировался на телеканале «Fox» с 1 октября 2023 до 19 мая 2024 года. Сериал был продлён на 35-й и 36-й сезоны 26 января 2023 года.
В качестве приглашённых звёзд сезона выступили: Дик Ван Дайк («McMansion & Wife»), Кайли Дженнер («Treehouse of Horror XXXIV»), Карен Гиллан и Дэвид Теннант («Ae Bonny Romance»), Тайка Вайтити («Murder, She Boat») и др.
Также в этом сезоне:
- в премьерной серии «Homer’s Crossing» Гомер случайно согласился на должность охранника школьного перекрёстка[4];
- в эпизоде «A Mid-Childhood Night’s Dream» Мардж пережила ряд кошмаров о том, что детство юного Барта подходит к концу[4];
- а также через шестьдесят лет в будущем Лиза рассказала историю о том, как Гомера признали козлом отпущения за отключение электроэнергии, которое погрузило Спрингфилд в темноту за несколько дней до Дня благодарения («It’s a Blunderful Life»)[4].

## Производство
Из-за забастовки гильдии сценаристов США с мая до октября 2023 года производство сезона было приостановлено. В результате число серий было сокращено до 18, а на протяжении всего сезона между эпизодами были нескольконедельные перерывы. В частности в январе 2024 года, когда шоу взяло перерыв и в этом месяце воздержалось от выхода в эфир новых серий. Это первый сезон мультсериала, сделавший паузу в январе.
Первым эпизодом, который произвели в короткие сроки (5,5 месяцев) после забастовки, стал «Clan of the Cave Mom».

## Список серий
| № общий | № в сезоне | Название                                                                                   | Режиссёр             | Автор сценария                               | Дата премьеры   | Произв. код | Зрители в США (млн) |
| --- | ---------- | ------------------------------------------------------------------------------------------ | -------------------- | -------------------------------------------- | --------------- | ----------- | ------------------- |
| 751 | 1          | «Перекрёсток Гомера» «Homer’s Crossing»                                                    | Стивен Дин Мур       | Сезар Мазарьегос                             | 1 октября 2023  | OABF18      | 3,58                |
| Гомер вызвался стать охранником школьного перекрёстка. Когда Гомер спасает Ральфа Виггама от катастрофы на переходе, группа безопасности Гомера получает финансирование из городского бюджета. Однако, когда они получают слишком много финансирования, охранники перекрёстка становятся силой, которой следует опасаться. |            |                                                                                            |                      |                                              |                 |             |                     |
| 752 | 2          | «Сон в ночь середины детства» «A Mid-Childhood Night’s Dream»                              | Мэттью Фонан         | Кэролин Омайн                                | 8 октября 2023  | OABF16      | 1,17                |
| Из-за пищевого отравления и нервного разговора с учительницей Барта Мардж переживает ряд кошмаров о том, что детство её юного сына подходит к концу, и что скоро её дети вырастут… Приглашённые звёзды: Керри Вашингтон в роли Рэйшелл Пейтон |            |                                                                                            |                      |                                              |                 |             |                     |
| 753 | 3          | «Макособняк и жена» «McMansion & Wife»                                                     | Дебби Брюс Махан     | Дэн Веббер                                   | 22 октября 2023 | OABF20      | 1,06                |
| Новый сосед Симпсонов осыпает Гомера добротой, и даёт пользоваться новым спортивным автомобилем в автосалоне, которым он владеет. Однако это всё для того, чтобы без согласия соседей сделать грандиозный ремонт своего дома… Тем временем Лиза нейтрализует Нельсона после того, как он бесконтрольно начинает издеваться. Приглашённые звёзды: Розали Чян в роли Хьюберта Вонга, Дик Ван Дайк в роли самого себя |            |                                                                                            |                      |                                              |                 |             |                     |
| 754 | 4          | «Ловушка для жаждущего: корпоративная история любви» «Thirst Trap: A Corporate Love Story» | Тимоти Бэйли         | Роб ЛаЗебник                                 | 29 октября 2023 | OABF21      | 1,12                |
| Серия — пародия на документальные фильмы. Молодая генеральный директор, покинувшая колледж, принимает философию Кремниевой долины «fake it till you make it» (с англ. — «притворяйся, пока не сделаешь правдой») и очаровывает мистера Бёрнса. Он решает финансировать её очень сомнительный проект мечты. Приглашённые звёзды: Элизабет Бенкс в роли Персефоны; Кен Бёрнс, Питер Джексон, Кристиан Аманпур, Питер Койоти, Эндрю Росс Соркин и Кара Свишер в роли самих себя |            |                                                                                            |                      |                                              |                 |             |                     |
| 755 | 5          | «Дом ужасов на дереве 34» «Treehouse of Horror XXXIV»                                      | Роб Оливер           | Джефф Уэстбрук, Джессика Конрад и Дэн Веббер | 5 ноября 2023   | OABF17      | 4,38                |
| «Wild Barts Can’t Be Token» (с англ. — «Дикий Барт не может быть токеном») — Барта превращают в NFT и, чтобы его спасти, Мардж должна одолеть блокчейн. «Ei8ht» (с англ. — «Восемь») — Чтобы разыскать ужасного серийного убийцу, взрослая Лиза обращается к убийце из своего прошлого — Сайдшоу Бобу… «Lout Break» (с англ. — «Эпидемия грубиян») — Всплеск заболевания превращает спрингфилдцев в чуму ленивых Гомеро-подобных недотёп, любящих пиво. Приглашённые звёзды: Келси Грэммер в роли Сайдшоу Боба, Мэттью Френд в роли Джимми Фэллона, Кайли Дженнер в роли самой себя |            |                                                                                            |                      |                                              |                 |             |                     |
| 756 | 6          | «Железная Мардж» «Iron Marge»                                                              | Мэттью Фонан         | Майк Скалли                                  | 12 ноября 2023  | OABF22      | 1,92                |
| Когда Барт и Лиза покупают шпионский набор себе вместо хорошего подарка Мардж на день рождения, они этим разбивают ей сердце. Теперь дети должны порыться в прошлом своей матери, чтобы показать, что они действительно её знают. Тем временем Гомер внушает панику соседям отчитываясь в мобильном приложении обо всех потенциальных опасностях. Он очень хочет добыть первенство в этом. Приглашённые звёзды: Меган Маллалли в роли Сары Виггам |            |                                                                                            |                      |                                              |                 |             |                     |
| 757 | 7          | «Эта ошибочная жизнь» «It’s a Blunderful Life»                                             | Мэттью Настук        | Элизабет Кирнан Аверик                       | 19 ноября 2023  | OABF19      | 1,11                |
| Через шестьдесят лет в будущем Лиза рассказывает историю о том, как Гомера признали козлом отпущения за отключение электроэнергии, которое погрузило Спрингфилд в темноту за несколько дней до Дня благодарения… |            |                                                                                            |                      |                                              |                 |             |                     |
| 758 | 8          | «Один красивый роман» «Ae Bonny Romance»                                                   | Мэттью Настук        | Майкл Прайс                                  | 3 декабря 2023  | 35ABF02     | 3,16                |
| Когда садовника Вилли похищают в Шотландию, Барт, став сплочённым с садовником, и Симпсоны едут вслед за ним. Там они узнают, что на самом деле это свадьба Вилли по назначению — худший кошмар Гомера, который из-за этого ссорится с Мардж. Приглашённые звёзды: Карен Гиллан в роли Мэйси, Дэвид Теннант в роли Па Маквелдона, Под Хиггинс в роли Хэмиша и актёра «Билетной кассы», Крис Еджерли в роли Оуэна, «Belle & Sebastian» — исполнители песен |            |                                                                                            |                      |                                              |                 |             |                     |
| 759 | 9          | «Она перевезла в лодке убийство» «Murder, She Boat»                                        | Крис Клементс        | Броти Гупта                                  | 17 декабря 2023 | 35ABF04     | 2,08                |
| Лиза должна разгадать тайну закрытого поп-культурного семейного круиза, когда фигурку продавца комиксов за миллион долларов «убивают». Как раз перед убийством Барт публично противостоял Джеффу, что сделало мальчика главным подозреваемым… Приглашённые звёзды: Морис Ламарш в роли косплеера робота-гедониста, Тайка Вайтити в роли самого себя |            |                                                                                            |                      |                                              |                 |             |                     |
| 760 | 10         | «Делай, как не надо» «Do the Wrong Thing»                                                  | Роб Оливер           | Джоэль Х. Коэн                               | 24 декабря 2023 | 35ABF01     | 5,41                |
| Гомер и Барт становятся королями видов спорта для синих воротничков, но Мардж подозревает что-то нечестное в основе их отношений между отцом и сыном. Тем временем Лиза пытается попасть в летний лагерь. Приглашённые звёзды: Дэн Патрик в роли комментатора соревнований по бросанию блинчиков, Кен Марино в роли декана Беличика |            |                                                                                            |                      |                                              |                 |             |                     |
| 761 | 11         | «Чудовище Фринкенштейна» «Frinkenstein’s Monster»                                          | Стивен Дин Мур       | Джоэль Х. Коэн                               | 18 февраля 2024 | 35ABF03     | 0,76                |
| Профессор Фринк тайно помогает Гомеру с помощью ZOOM-интервью получить высокий пост на современной атомной станции в Шелбивиле. Однако, поскольку Гомеру не хватает навыков для фактического выполнения работы, Фринку и в дальнейшем приходится дистанционно следить за ситуацией на работе Гомера и диктовать ему каждое слово через очки с «подслушкой». В результате Гомер пренебрежительно использует разумные термины в сочетании с привычным поведением. Это заставляет Фринка опасаться, что он создал монстра… Приглашённые звёзды: Аманда Сайфред в роли доктора Спайвак  |            |                                                                                            |                      |                                              |                 |             |                     |
| 762 | 12         | «Лиза получает „Формулу-1“» «Lisa Gets an F1»                                              | Тимоти Бэйли         | Райан Кох                                    | 25 февраля 2024 | 35ABF05     | 0,87                |
| Лизе страшно от ужасного вождения Гомера. Чтобы справиться с тревогой, терапевт советует девочке посмотреть страха в глаза — стать гонщицей картинга среди детей. Лиза становится профессионалом, и теперь Гомеру самому страшно от этого опасного вида спорта. Тем временем Барт сближается с богатым конкурентом Лизы. Приглашённые звёзды: Рейчел Блум в роли Аннет, Мэтт Берри в роли Честера Арбордейя |            |                                                                                            |                      |                                              |                 |             |                     |
| 763 | 13         | «Племя пещерной мамы» «Clan of the Cave Mom»                                               | Роб Оливер           | Брайан Келли                                 | 24 марта 2024   | 35ABF06     | 0,69                |
| Критика Луан Ван Хутен в сторону дурного влияния Барта заставляет Мардж начать борьбу с конкурентом. 20 тысяч лет назад похожую борьбу за выживание не на жизнь, а на смерть, переживала пещерная мама (Мардж) против синеволосого волка… Приглашённые звёзды: Керри Вашингтон в роли мис Пейтон |            |                                                                                            |                      |                                              |                 |             |                     |
| 764 | 14         | «Ночь живых зарплат» «Night of the Living Wage»                                            | Крис Клементс        | Сезар Мазарьегос                             | 7 апреля 2024   | 35ABF07     | 0,83                |
| Снежинка V калечит чужую курицу. Чтобы оплатить счёт за лечение, Мардж устраивается на работу в ресторан-призрак с высоким давлением. Однако, когда она пытается учредить профсоюз, то встречается с сопротивлением руководства. Тем временем Гомер с детьми используют мобильное приложение ресторана, где работает Мардж, а ей врут, что совместно готовили ужин. Приглашённые звёзды: Джейсон Мандзукас в роли Финна Бон Иде |            |                                                                                            |                      |                                              |                 |             |                     |
| 765 | 15         | «Прах кремированного дня» «Cremains of the Day (Симпсоны)»                                 | Габриэль ДеФранческо | Джон Фринк                                   | 21 апреля 2024  | 35ABF09     | 0,97                |
| Когда Ларри, завсегдатай таверны Мо, умирает, Гомер и ребята из бара узнают, что Ларри всегда считал их своими лучшими друзьями. Почувствовав вину, что на самом деле это так не было, мужчины отправляются в путешествие, чтобы развеять пепел… Приглашённые звёзды: Джо Мантенья в роли Жирного Тони |            |                                                                                            |                      |                                              |                 |             |                     |
| 766 | 16         | «Брюки-обличители» «The Tell-Tale Pants»                                                   | Стивен Дин Мур       | Эл Джин                                      | 5 мая 2024      | 35ABF10     | 0,85                |
| Продав, как оказалось, редкие брюки Гомера, Мардж получает удивительную прибыль. Однако, разгневавшись на Гомера, тайно тратит деньги на себя купив дорогое кольцо. Приглашённые звёзды: Кип Леннон — исполнитель песни |            |                                                                                            |                      |                                              |                 |             |                     |
| 767 | 17         | «Чаевой момент» «The Tipping Point»                                                        | Мэттью Настук        | Дж. Стюарт Бернс                             | 12 мая 2024     | 35ABF11     | 0,72                |
| Когда Гомер случайно дал «на чай» 10 тысяч долларов, его охватывает признание. Гомер становится зависимым от дачи чаевых… Приглашённые звёзды: Одри Труллингер в роли Инги, Кайл Гордон и Крисси Поланд в роли самих себя |            |                                                                                            |                      |                                              |                 |             |                     |
| 768 | 18         | «Мозг Барта» «Bart’s Brain»                                                                | Майк Фрэнк Полчино   | Дэн Веббер                                   | 19 мая 2024     | 35ABF12     | 0,62                |
| Барт покупает у Германа мозг в банке. После ряда проделок в школе в качестве наказания и школьного проекта мальчик вынужден наблюдать за мозгом. Впоследствии мозг становится для Барта другом, что вызывает осуждение и отвращение в окружающих. Приглашённые звёзды: Меган Маллалли в роли Сары Виггам, Керри Вашингтон в роли мис Пейтон |            |                                                                                            |                      |                                              |                 |             |                     |